# Antilogarithme
Cet article court présente un sujet plus développé dans : Exponentielle de base a.
En mathématiques, on appelle parfois antilogarithme d'un nombre y celui qui l'a pour logarithme. On emploie surtout ce terme pour le logarithme décimal.
L'antilogarithme de base a de y est le nombre x tel que {\displaystyle \log _{a}(x)=y}.
L'antilogarithme népérien est la fonction exponentielle.
La fonction antilogarithme de base a (parfois notée antiloga) est la bijection réciproque de la fonction {\displaystyle \log _{a}}, c'est-à-dire la fonction exponentielle de base a : {\displaystyle x\mapsto a^{x}=\exp(x\ln(a)).}
Si aucun indice n'est indiqué, il s'agit de la réciproque du logarithme décimal : {\displaystyle \mathrm {antilog} (y)=10^{y}}.